# 血の川演説

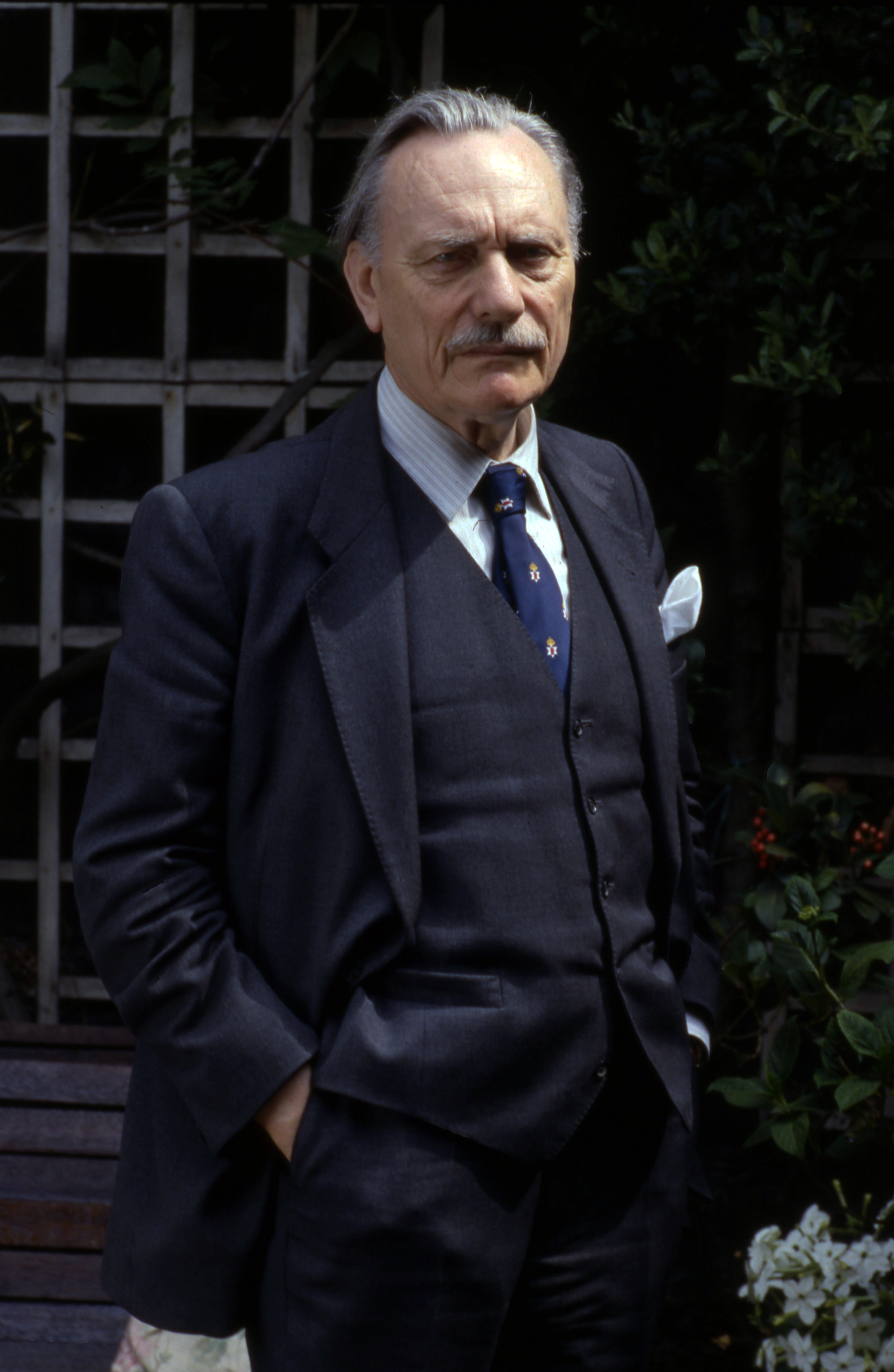
イーノック・パウエル（1912年-1998年）

血の川演説（ちのかわえんぜつ、英語: Rivers of Blood speech）は1968年4月20日に、イギリス保守党下院議員イーノック・パウエルが、バーミンガムで行われた保守党の会合で行なった移民政策を批判した演説。当事、党首エドワード・ヒース配下のシャドー・キャビネット（影の内閣）の国防大臣であったパウエルは、第二次世界大戦後のイギリス連邦国家（コモンウェルス）から本国への移民の多さを懸念し、同年に提出された反差別法である人種関係法に強く反対した。
この演説はすぐにイギリス全国で物議を醸す論争となり、その翌日にはヒースはパウエルを影の内閣から解任した。しかし、パウエルを支持する国民の声も多く、パウエル及びこの演説が、一般には1970年の総選挙における保守党の勝利の要因の1つだと考えられている。もっとも、パウエル自身は誕生したヒース政権の主要な批判者の一人であった。また、発端となった人種関係法の改正案自体は最終的には賛成多数で可決され、1968年10月25日に女王裁可を受け成立した。
「血の川」という名称は、彼が演説内で引用した古代ローマの叙事詩『アエネイス』に登場する予言者の台詞「テヴェレ川が血で溢れるのが見える」に由来する。パウエル本人は「バーミンガム演説」と呼ばれることを望んでいた。

## 背景・準備
当事のイギリスはイギリス連邦（コモンウェルス）から移民が多く流入するようになっていた。これを受けて労働党政権（ウィルソン内閣）は1965年に人種差別を禁じた人種関係法を成立させ、さらに1968年にこれを強化する改正法案（1968年人種関係法）を提出した。この改正案は、肌の色・人種・民族・出身国を理由とした、住宅や雇用、その他の公共サービスにおける差別行為を罰するというものだった。
対する野党・保守党は法案の内容に懸念を示し、条項を大幅に弱める修正案を提出していた。
そしてその審議（第二読会）が3日後に迫った1968年4月20日の土曜日、保守党はバーミンガムにあるウェストミッドランズ地域保守政治センターで総会を開いた。
この総会ではシャドー・キャビネット（影の内閣）の国防大臣であった保守党下院議員イーノック・パウエルの演説が予定されていた。
総会が行われる週の頭に、パウエルは友人で、自身の選挙区ウルヴァーハンプトンの地元紙エクスプレス＆スターの編集長であったクレム・ジョーンズに、総会で演説を行うことを伝えていた。メディアを熟知するジョーンズは、もし苛烈な政治演説を行うにあたって党からの掣肘が予期されるのであれば、木曜か金曜に日曜紙の編集や政治記者に予め原稿を送り、土曜の午後に演説を行うのがベストだとアドバイスしていた。
こうすれば土曜の夕方の速報、日曜紙での報道、そして月曜の通常紙にも取り上げられ、最低3日間は演説内容が報道される、という理由であった。
バーミンガムを拠点とするテレビ会社アソシエイト・テレビジョン（ATV）は土曜朝にスピーチの事前コピーを把握した。ニュース部門の編集長はテレビクルーに会場に行くよう指示し、スピーチの一部を撮影した。

## 演説
まずパウエルは数週間前に中年の労働者男性の有権者との会話を取り上げた。その男性は「もし海外に行ける金があったら、この国になんて残らない。私には3人の子供がいて、皆グラマースクールを卒業し、そのうち2人は結婚して家庭を持っている。彼らが全員海外に移住するのを見届けるまでは満足できない」とし、また「この国は15年か20年後には、黒人が白人に鞭を振るうようになるだろう」とも述べたという。
そしてパウエルは言う。
次にパウエルはノーサンバーランドの老女からの手紙を引用した。彼女はウォルバーハンプトンの通りに住む唯一の白人女性で夫と2人の息子を第二次世界大戦で亡くした。彼女は自宅で下宿屋をやっていたが、町に移民が増えて白人の下宿人はいなくなったという。
ある日には朝7時に2人の黒人が雇い主と話すために電話を借りようと彼女の家の玄関扉をノックし、そんな時間にノックする者は他の赤の他人への対応と同様に拒否したが、暴言を吐かれた。彼女は自治体に固定資産税の減額を求めたが、職員は下宿屋を続けるように言った。彼女が黒人しか借り手がいないと言うと、職員は「この国では人種的偏見は何の理由にもなりませんよ」と答えたという。
パウエルは「手厚い助成金と支援」による自発的な再移民を提唱し、また移民たちがそれは可能か尋ねてきたと言った。そしてすべての国民は法の下に平等であるべきとして次のように述べた。
また、彼は政府に差別禁止法を制定するように促すジャーナリストたちを「1930年代の年毎に、国に迫る危機から目を背けてきた者たちと同類で、中には同じ新聞社の者もいる」と述べた。そして白人イギリス人の立場が変化しているとして次のように説明した。
パウエルは、今回提出された人種関係法案が成立すれば、従来の住民への差別が生じるであろうと警告した。
そして彼は当時の移民の流入量を懸念し、それを管理する必要があると主張した。
最後に彼は、統合を望む移民も多いと感じるとしつつ、大多数は違い、一部に至っては「まず同法の移民を、そして最終的には社会全体を支配する目的で」人種的・宗教的対立を煽り、利益を得ようとしていると主張した。
そして、結びに叙事詩『アエネイス』6巻86-87行のシビュラの予言「テヴェレ川が血で溢れるのが見える」を引用して次のように語った。
この『アエネイス』からの引用箇所によって、この演説は「血の川」演説と呼ばれるようになったが、彼のメモでは「バーミンガム演説」と題されていた。
パウエル自身は、「血の川」という通称を嫌い、誤用だと主張した。後にブリストルでの集会において、演説の内容自体は弁護しながらも、「血なまぐさい衝突の可能性」しか見ていないと述べている。

## 反響

### 演説直後
会合に出席していたC・ハワード・ウィールドンによれば、聴衆はほとんど反発せず、不快感を表したのは1人だけだったと述べている。
演説の翌日、地元教会での日曜礼拝に出席したパウエルが教会から出ると報道陣が待ち構えていた。また、地元の左官は彼に「よく言ってくれた先生。誰かが言うべきことだった」と述べたという。
パウエルは報道陣に「私は本当にこれほどの騒ぎを起こしたのか？」と尋ねた。正午にはBBCのワールド・ディス・ウィークエンドに出演して自身の演説を擁護し、午後にはITNニュースにも出演した。
労働党のテッド・リードビター議員は、この演説を検事総長に報告すると述べ、自由党党首ジェレミー・ソープは、パウエルが扇動罪で起訴される可能性があると述べた。
ドラ・ゲイツケルは演説を「卑劣」（cowardly）と断じ、西インド諸島出身のクリケット選手リアリー・コンスタンティンも同様に非難した。
シャドー・キャビネットを構成する主要保守党員たちは、この演説に激怒した。
イアン・マクロード、エドワード・ボイル、クィンティン・ホッグ、ロバート・カーは、パウエルが解任されなければシャドー・キャビネットから辞任すると主張した。シャドー・キャビネットの燃料動力省の報道官であったマーガレット・サッチャーはその一部を「過激すぎる」と評し、党首のエドワード・ヒースがパウエルを解任する旨を電話で知らせてきた時、「危機を深刻化させるよりは、今は事態を鎮静化させる方が良いと思った」と述べている。ヒースは日曜の夕方に電話でパウエルに解任したことを伝えた（これが2人の最後の会話ともなった）。
一方、党内右派のダンカン・サンディス、ジェラルド・ナバロ、テディ・テイラーは解任に反対した。
翌月曜にBBCのテレビ番組「パノラマ」に出演したヒースは、ロビン・デイに「パウエル氏の演説は扇動的で人種関係を悪化させる恐れがあると判断したため、解任に踏み切りました。私は人種問題が内乱に発展するのを防ぐために全力を尽くす所存です。イギリス国民の大多数がパウエル氏が演説で語った見解に賛同しているとは思っていません」と語っている。
タイムズ紙は「邪悪な演説」と断じ、「戦後において、イギリスの主流派政治家がこれほど露骨に人種的憎悪を煽ったのは初めてである」と書いた。
同紙はこの演説直後に起きた人種差別的な暴力事件について報じ続けた。その1つは1968年4月30日にウルヴァーハンプトンで発生した事件であり、「有色人種の家族が襲撃を受ける」との見出しで報じられた。この事件は西インド諸島の洗礼パーティーにおいて、14人の白人青年らが「パウエル」に言及し、「なぜ祖国に帰らないのか？」と叫んで切りつけたというものであった。被害者の一人ウェイド・クルックスは、洗礼を受けていた子どもの祖父で、左目に8針を縫う大怪我を負った。彼は「私は1955年からここに住んでいるが、こんなことは初めてだ。愕然としたよ」と語ったと報じられた。
1968年12月、先述の番組「パノラマ」で実施された世論調査によれば、移民の8%が「血の川」演説以来、白人から酷い扱いを受けていると考え、38%が経済的支援があれば母国に戻りたいと答え、また47%が移民規制を支持し、30%が反対する結果が出た。
この演説の反響は大きく、新聞各社に多くの手紙が寄せられた。中でも、ウルヴァーハンプトンの地元紙エクスプレス＆スターには、4万枚のハガキと8000通の手紙が届いた。編集長のクレム・ジョーンズは次のように語っている。
その週の終わりにはウルヴァーハンプトンで、ある2つのデモ行進が並行して行われた。1つはパウエルを支持するものであり、もう1つは反対するものであった。両者ともジョーンズの事務所前に嘆願書を持って現れた。2つの行進は警察によって隔離されていた。

### 法案審議と反対デモ
1968年4月23日、下院にて人種関係法案の第二読会（総括審議）が開かれた。
多くの議員がパウエルの演説に直接的あるいは間接的に触れた。労働党からはポール・ローズ、モーリス・オーバック、レジナルド・パジェット、ディングル・フット、アイヴァー・リチャード、デイヴィッド・エナルズらが参加し、いずれもパウエルに批判的であった。
対して保守党ではクィンティン・ホッグ、ナイジェル・フィッシャーが批判的であったが、ヒュー・フレイザー、ロナルド・ベル、ダドリー・スミス、ハロルド・ガーデンは同情的だった。パウエルも出席していたが、発言はなかった。
この日早い時間帯から、ロンドンの港湾労働者1,000人がパウエルの解任に抗議してストライキに入り、イーストエンドからウェストミンスター宮殿までデモ行進を行った。プラカードには「イーノック・パウエルが必要だ！」「ここにもイーノック、あそこにもイーノック、どこにでもイーノックを！」「イーノックを叩くな」「イギリスを元に戻せ（Back Britain）、黒いイギリスではなく（not Black Britain）」といったメッセージが書かれていた。
デモ参加者のうち300人は宮殿内に入り、100人はステップニー選挙区選出のピーター・ショア議員に、200人はポプラ選挙区選出のイアン・ミカルド議員に直接抗議を行った。ショアとミカルドは怒号を浴びせられ、一部にはミカルドを蹴る者もいた。ゲイツケル夫人は「次の選挙で報いを受けるだろう」と叫び、港湾労働者たちは「我々は忘れない」と応えた。
ストライキの主催者であるハリー・ピアマンは代表団を率いてパウエル面会した。会談後に彼は「イーノック・パウエル氏にお会いして、イギリス人であることを誇りに思いました。彼は、もしこの件が有耶無耶にされることがあれば、自分はその絨毯をひっくり返し、再び事を起こすまでだ、と私に言ってくれました。私達は労働者の代表です。人種差別主義者ではありません」と述べた。
4月24日には、セント・キャサリン・ドックの港湾労働者600人もストライキを決議し、全国の多くの小規模工場もこれに続いた。
スミスフィールドの精肉運搬労働者600人はストライキとウェストミンスターまでのデモ行進を行い、パウエル支持を表明する92ページにわたる嘆願書を彼に手渡した。
ただ、パウエルはこうしたスト活動に反対し、代わりにヒースや労働党の党首で現職の首相であるハロルド・ウィルソン、あるいは地元選出の議員に手紙を書くことを求めた。しかし、その後もストライキは続き、4月25日にはティルベリーでも発生した。この時、パウエルは3万通目の手紙を受け取ったとされ、大半が彼を支持する内容だったのに対し、演説への抗議は30通であったという。4月27日に、さらに港湾労働者4,500人がストに参加した。翌28日には「イーノック・パウエルを逮捕せよ」と叫ぶ1,500人の抗議デモがダウニング街まで行進した。
パウエルによれば、5月初旬までに、自身の手元には、彼を支持する4万3,000通と電報700通が届いたとし、対して抗議するものは手紙800通と電報4通であったとしている。
5月2日、エルウィン・ジョーンズ法務長官は、検察総長との協議の結果、パウエルを起訴しないと発表した。
4月末にギャラップ社が実施した世論調査によれば、パウエルの演説内容を肯定的に捉えた者は74%、否定する者は15%であった。ヒースがパウエルを解任したことを誤りだと回答したのは69%にのぼり、ヒースの判断は正しかったとしたのは20%であった。
また、ヒースの後任の保守党党首候補について、演説前はパウエルが1%、レジナルド・モードリングが20%の支持であったのに対し、演説後はパウエルが24%、モードリングが18%に変化していた。移民制限が必要との回答は83%（演説前は75%）、人種関係法案の支持は65%であった。
ジョージ・L・バーンスタインによれば、イギリス国民は、この演説によってパウエルを「国民の声に真摯に耳を傾けてくれた最初のイギリスの政治家」と捉えたという。
5月4日、バーミンガム・ポスト紙のインタビューでパウエルは次のように自分の演説を擁護した。
翌5月5日、労働党の党首で当時の首相であったハロルド・ウィルソンは「血の川」演説以来、初めて、人種と移民に関する公式声明を発表した。これはバーミンガム・タウンホールで行われたメーデー集会でのものであり、ウィルソンは労働党支持者たちを前に以下のように語った。
また、ウィルソンはその年の10月に行われたブラックプールでの労働党大会でも、以下のように演説した。
4月の第二読会ではかなりの論争があったが、最終的には賛成182票、反対44票で第三読会（採決）を通過し、1968年10月25日に女王裁可を受け成立した。

### 1970年の総選挙
1970年の総選挙では、労働党の大多数はパウエルの問題を刺激したくなかった。しかし、同党議員のトニー・ベンは次のような発言をしている。
多くの見解によれば、パウエルが提起した移民問題への有権者支持が、1970年の総選挙における保守党の予想外の勝利の決定的要因になったとされている。ただ、パウエル自身は、この選挙勝利によって誕生したヒース政権への最も執拗な反対者の一人であった。
アメリカの世論調査員ダグラス・シェーンとオックスフォード大学のR・W・ジョンソンによる「徹底的な」調査によれば、パウエルが保守党に250万票集めたことは「議論の余地がない」としている。ただし、全国的には保守党の得票数は前回1966年から170万票しか増えていなかった。
この選挙では、パウエルは自身の選挙区（ウォルヴァーハンプトン）にて、2万6220票という過半数（得票率64.3%）を獲得し、彼のキャリアにおいて最高の結果であった。

## パウエルによる回顧
1977年に、パウエルはかつての「血の川」演説についてインタビューを受け、次のように回顧している。